# GSC2700-1707
GSC2700-1707 — хімічно пекулярна зоря спектрального класу A2, що має видиму зоряну величину в смузі V приблизно 10,0.